# Марія Магдалина на тлі руїни і порту
«Марія Магдалина на тлі руїни і порту» (італ. Maria Maddalena) — картина італійського художника  Джованні Джироламо Савольдо (бл. 1480—1548). Збергігається в колекції Національної галереї в Лондоні. Один з чотирьох варіантів композиції.
На тлі зруйнованої церковної споруди стоїть похилена жіноча постать. Розкішний білий плащ з відблисками - наче нагадування про розкішне, веселе життя, що вела колись жінка. Але все в минулому. Тепер це прихильниця Христа, що розкаялася і, відповідно до нових моральних вимог віровчення, поводить себе як черниця. Вона прийшла до поховання Христа зі склянкою, аби змастити тіло померлого Христа. Склянка стане атрибутом Марії Магдалини, бо це саме вона прийшла до гробниці і дізналася, що Христа немає, бо той воскрес і відійшов у життя вічне. 
Незвичність композиції Савольдо як в холодому колориті картини, так і у венеційських реаліях сцени - обідраний тиньк цегляної стіни, характерні для Венеції вітрильники в порту і типова для міста дзвіниця.
Це один з чотирьох варіантів композиції. В Каліфорнії зберігається варіант з золотавим плащем Марії Мандалини та гірським пейзажем на тлі.